# 卯月りん
卯月 りん（うづき りん、11月30日 - ）は、日本のPR・SNSプランナー。20〜30代のメンバーで構成された日本酒コミュニティ「酒小町」の代表。

## 経歴
東京都出身。大手IT企業にて、広報、自社サイトのリブランディングを担当。その後PR会社にて企業の広報の立ち上げ支援やWeb・SNSを基軸にしたPRに従事。
2018年11月に、お酒好きの女性クリエイターを集め、酒蔵が手が足りていないPRやクリエイティブ・SNSなどで力になるため、そして日本酒の認知度が1番低い20〜30代の層にもっと身近に感じてもらいたいとクリエイティブチーム「酒小町」を結成。
2020年9月に国内最大のクラウドファンディング「CAMPFIRE」のコミュニティ部門にて、「人が好き、お酒が好き」という共通点で繋がるコミュニティ「酒小町」を立ち上げる。
2020年10月にPR・SNSプランナーとして独立。